# Dobrevo, Dobrici
Dobrevo (în bulgară Добрево, în română Ali-Anife, în germană Kalfa) este un sat în comuna Dobricika, regiunea Dobrici, Dobrogea de Sud, Bulgaria. 
Între anii 1913-1940 a făcut parte din plasa Ezibei a județului Caliacra, România. Majoritatea locuitorilor erau germani (118 persoane), dar exista și o numeroasă comunitate românească (111 persoane) și una ucraineană (24 persoane), precum și bulgari (16 persoane), turci (13 persoane) și ruși (3 persoane).

## Demografie
Componența etnică a satului Dobrevo
     Bulgari (58,57%)
     Nicio identificare (41,42%)
     Altele (0%)
La recensământul din 2011, populația satului Dobrevo era de 70 locuitori. Din punct de vedere etnic, majoritatea locuitorilor (58,57%) erau bulgari. Pentru 41,42% din locuitori nu este cunoscută apartenența etnică.